# Parva
Pour les articles homonymes, voir Parva (homonymie).
Parva est une commune du județ de Bistrița-Năsăud, en Roumanie, dans la région historique de Transylvanie.

## Géographie
Parva se trouve dans une région de moyenne montagne, au nord-est de la Transylvanie, au pied du mont Bârlea (1628 m). Le village, situé à 48 km de Bistrița, est desservi par la route départementale 172B.
Il occupe une vallée (vallée de Rebra), dépendant du bassin de la rivière Someşul Mare.

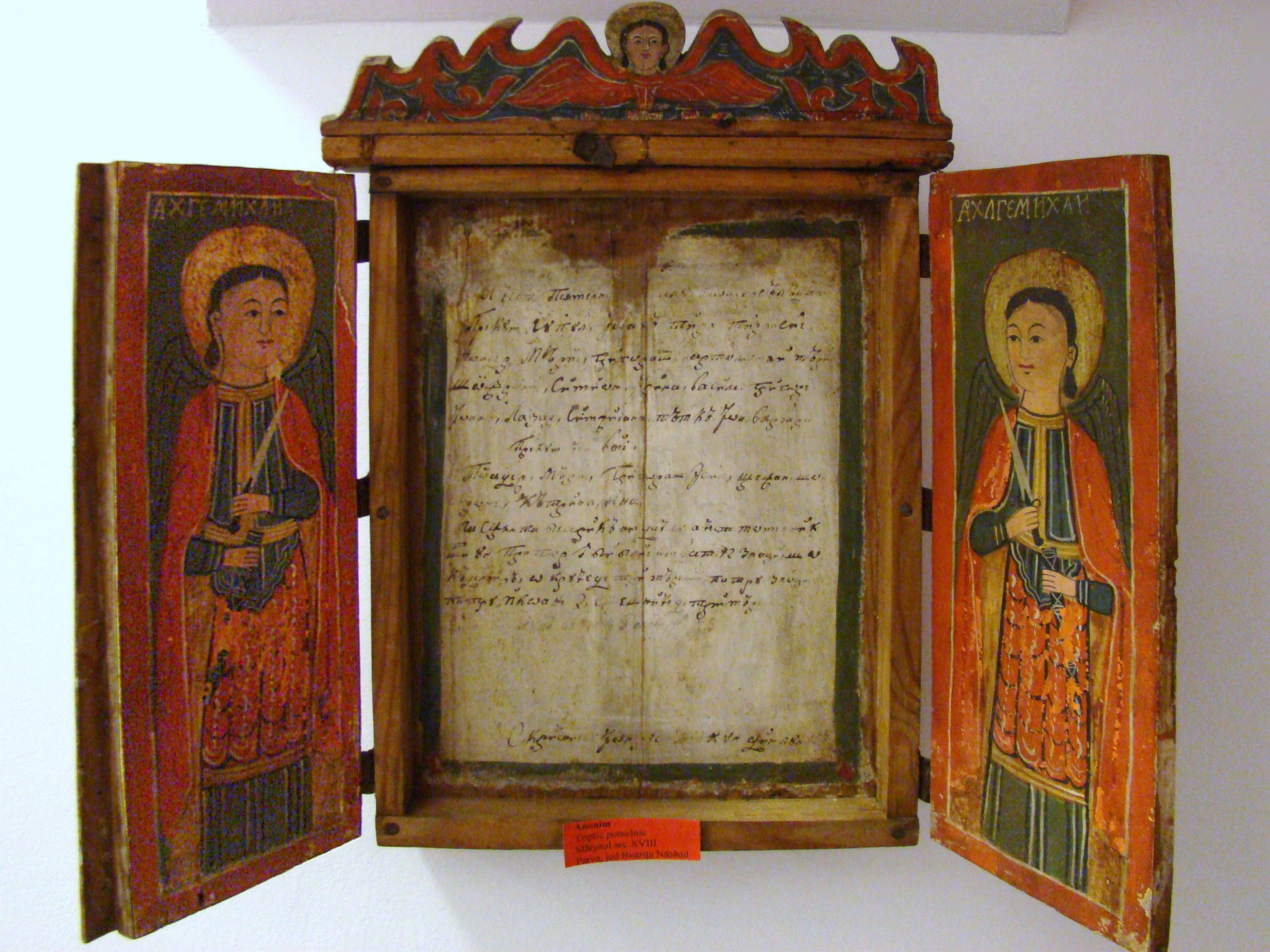
Diptyque provenant de l'ancienne église en bois de Parva, aujourd'hui disparue.

## Lieux et monuments
- Monastère des saints apôtres Pierre et Paul (Mănăstirea Sfinții Apostoli Petru și Pavel). Il se situe au sud de la commune, près de la limite avec la commune de Rebra, et dépend du diocèse de Cluj.
- Réserve naturelle Tăușoare-Zalion (71 ha). Elle abrite les deux grottes de Tăușoare et Zalion.

## Culture
Apostol Bologa, héros du roman La Forêt des pendus (Pădurea spânzuraților) de Liviu Rebreanu, est natif de Parva.

## Jumelage
- Besançon (France)